# جوزيف موسكات
جوزيف موسكات (بالمالطية: Joseph Muscat)‏ (مواليد 22 يناير 1974 في بييتا)، هو سياسي مالطي، هو رئيس وزراء مالطا الحادي عشر وذلك منذ سنة 2013. وهو رئيس حزب العمال المالطي منذ سنة 2008.
في 13 يناير 2020 تولى روبرت أبيلا منصب رئيس المالطي.

## وصلات خارجية
- جوزيف موسكات على موقع مونزينجر (الألمانية)